# Métabolisme du fer
Le métabolisme du fer est l'ensemble des réactions chimiques faisant intervenir le fer et qui se déroulent à l'intérieur de chaque cellule d'un être vivant. Ce terme désigne plus spécifiquement l'ensemble de ces réactions qui visent à l'homéostasie du fer chez les vertébrés. Le fer est indispensable pour la majorité des êtres vivants, en intervenant dans les réactions biochimiques de la vie cellulaire.
Chez l'être humain, la majorité du fer utilisé (70 %) est incorporé à l'hémoglobine (transport de l'oxygène par les globules rouges) ; 20 % dans la myoglobine des cellules musculaires ; 10 % dans les autres cellules de l'organisme qui ont toutes besoin de fer. L'essentiel de ce fer (95 %) est utilisé en circuit fermé par recyclage. Il est absorbé par voie digestive, en pouvant se présenter sous deux formes : le fer héminique (viandes et poissons) mieux absorbé que le fer non héminique (végétaux et produits laitiers). L'être humain absorbe et excrète relativement peu de fer. 
Le métabolisme du fer est déterminé par des cellules digestives, sanguines et hépatiques, en rapport avec des protéines spécifiques de transport, stockage, et régulation. Depuis les années 1990, les approches de génétique moléculaire permettent d'en détailler le mécanisme.
Les besoins en fer varient selon l'âge et le sexe. Ils sont les plus élevés lors de la grossesse et lors de la croissance du tout petit enfant.
Tout déséquilibre du métabolisme du fer, d'origine génétique ou environnementale, est nuisible, que ce soit par déficit ou par surcharge.
1 ml de sang contient 0,5 mg de fer.

## Aspects historiques

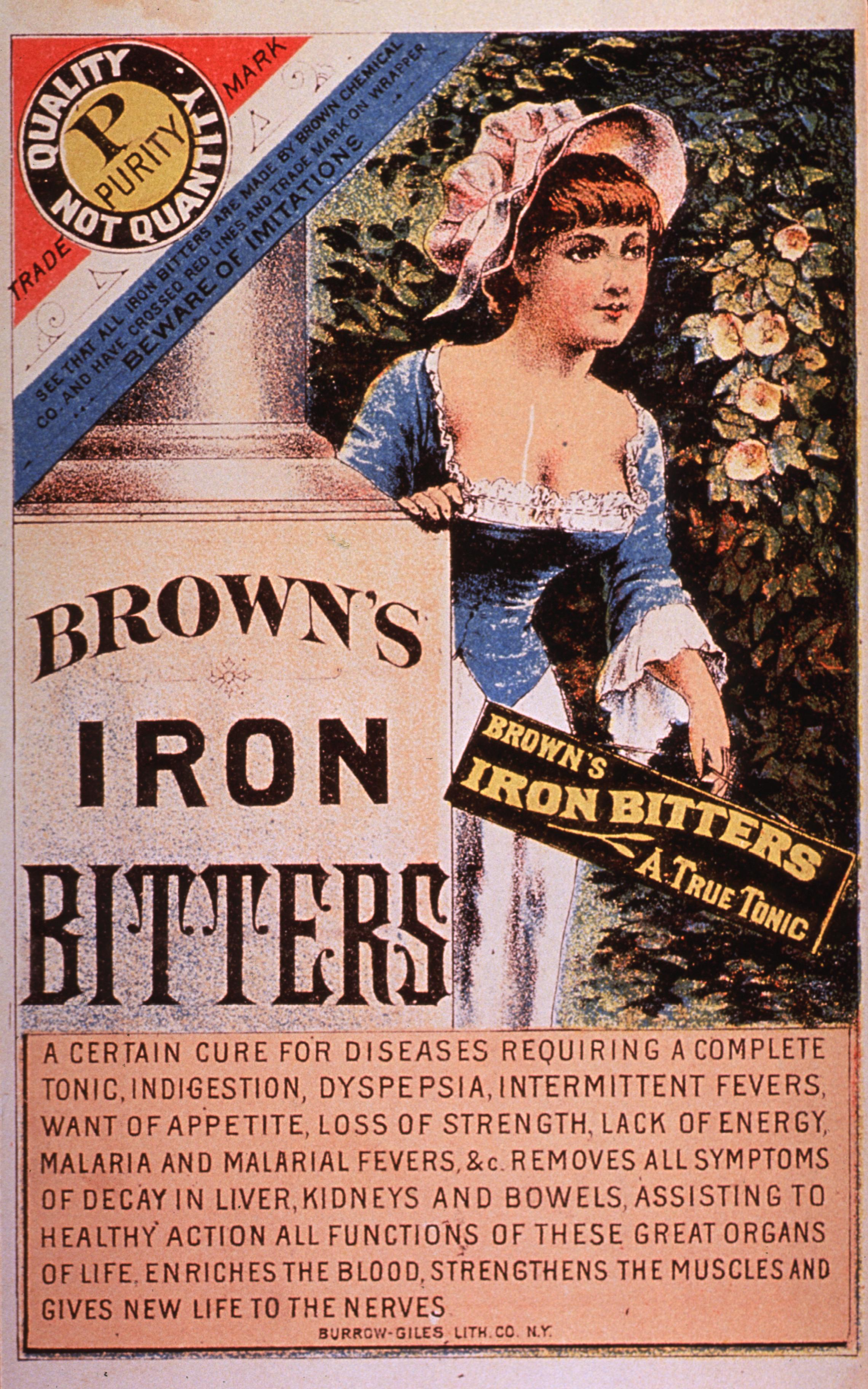
Boisson tonique à base de fer et de cocaïne, New-York, années 1880.

### Utilisation médicinale du fer
L'usage thérapeutique du fer est mentionné en médecine égyptienne vers l'an 1500 av. J.-C., dans le Papyrus médical de Berlin (Bln 88). Il est utilisé comme remède à appliquer sur les morsures venimeuses : le fer est pilé (réduit en limaille – parcelles de fer provenant du limage –) dans de l'eau provenant de la crue du Nil.
Sous la Rome Antique, la limaille ou poudre de fer peut être avalée dans du vin ou du vinaigre, ce qui suggère l'existence de carence en fer. En médecine arabe et médecine médiévale, le fer peut être pris aussi sous la forme de sirop.
En 1681, Thomas Sydenham mentionne l'effet du fer sur la chlorose (terme historique désignant très probablement l'anémie ferriprive, par carence en fer) : « le pouls gagne en force et en fréquence (...), le teint n'est plus pâle comme la mort, mais vif et haut en couleur ».
En 1831, le médecin Jean-Pierre Blaud (1773-1859) invente la pilule Blaud, première formulation moderne du fer, à base de sulfate ferreux et de carbonate de potassium, qu'il présente en 1832 comme un traitement de la chlorose qui « redonne au sang sa qualité perdue, à savoir celle d'être une substance colorante ».

### Méthodes d'études
Le métabolisme du fer a été étudié en trois grandes étapes.
Au XIXe siècle, les études d'anatomo-pathologie, de cytochimie et d'histochimie, ont permis une première approche de la répartition normale et pathologique du fer dans l'organisme. Par prélèvement sanguin ou biopsie d'organe, il devient possible de distinguer entre autres, les anémies par défaut de fer, comme les surcharges en fer, en particulier au niveau du foie (sidérose hépatique ou hépatosidérose)
Au cours du XXe siècle, la dynamique du métabolisme du fer a pu être approchée par la technique d'utilisation des isotopes (isotopes de fer radioactif, médicaux ou biologiques, à demi-vie courte). Ces méthodes ont permis de mesurer la vitesse du passage du radio-fer dans le sang, l'absorption intestinale du fer, son devenir dans les organes, en particulier dans la moelle osseuse chez les précurseurs des globules rouges.
À partir des années 1990, le savoir fait un nouveau bond, avec la biologie moléculaire et surtout la génétique moléculaire (entre autres utilisation de souris transgéniques) qui permettent d'approcher la génétique et le métabolisme complexe du fer à l'échelle moléculaire.

## Importance et rôle du fer

### Monde vivant

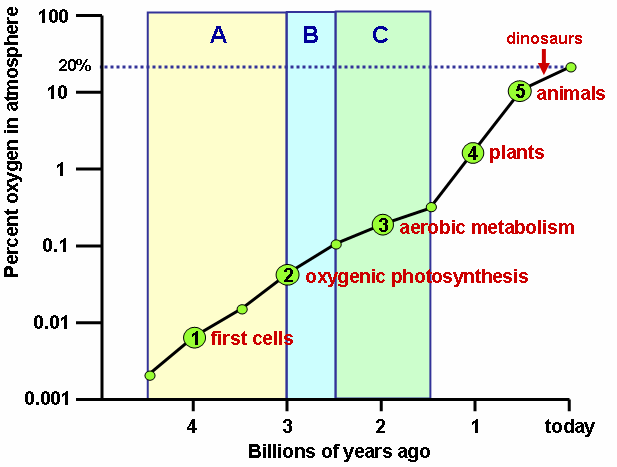
Utilisation du fer selon la teneur en oxygène de l'atmosphère depuis plus de 4 milliards d'années. A : Absence d'oxyde de fer. B : Bandes d'oxyde de fer dans des roches marines (présence d'oxygène dans les océans). C : Bandes d'oxyde de fer dans des roches terrestres (présence d'oxygène dans l'atmosphère).

Le fer est un élément indispensable pour la majorité des êtres vivants, notamment pour le transport de l'oxygène, et en particulier pour le transport et l'échange des électrons (Fe2+ ↔ Fe3+) lors des réactions d'oxydo-réduction (respiration cellulaire et fonctionnement enzymatique).

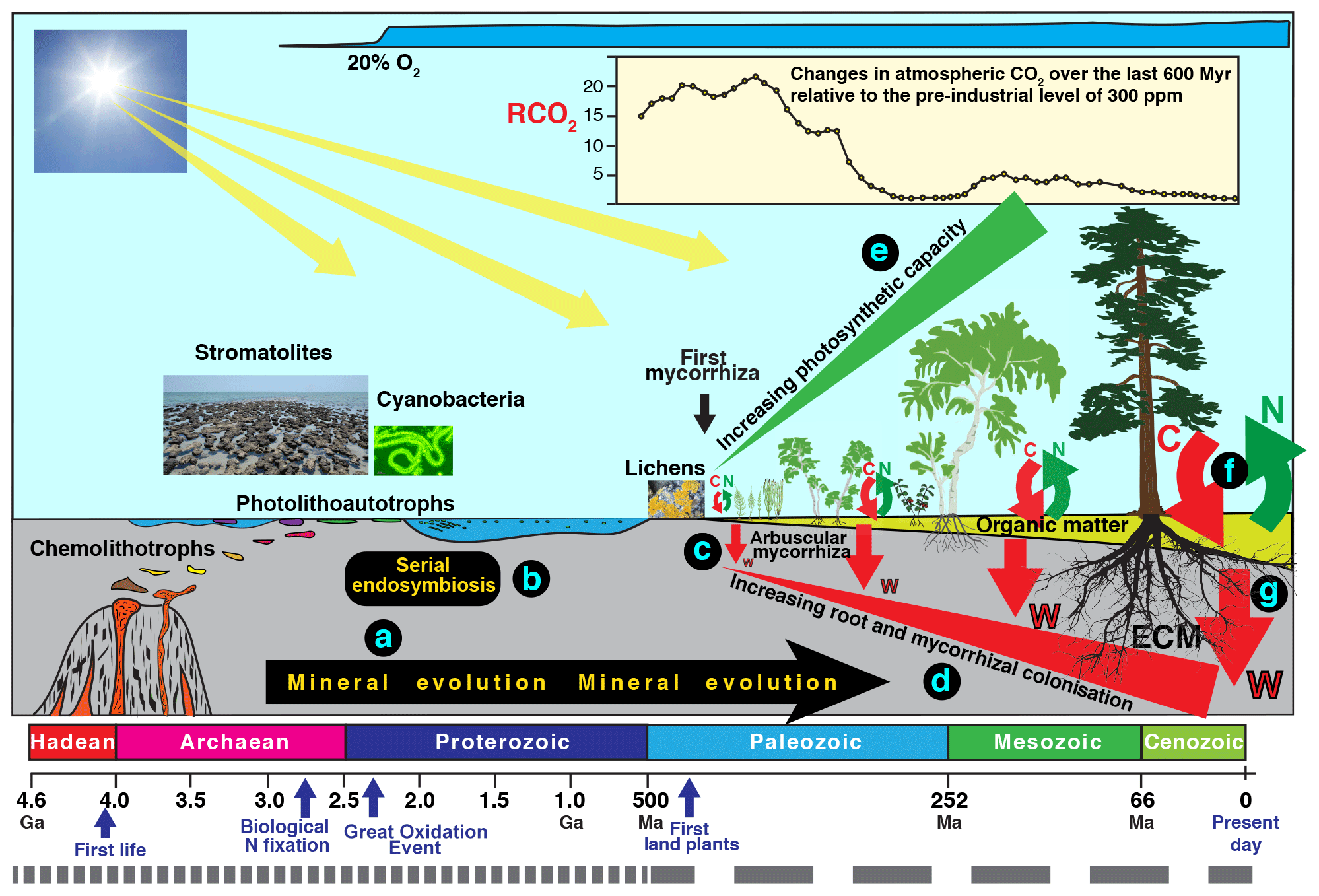
Rôle évolutif et écologique majeur des bactéries et des mycorhizes dans le processus de biométéorisation et de mobilisation du fer, deuxième élément le plus abondant dans le globe terrestre et septième élément le plus abondant dans le monde vivant.

Cependant à l'état libre, le fer est également très toxique, car les radicaux libres de fer altèrent les structures cellulaires. Les atomes de fer sont toujours utilisés et « contrôlés » en restant liés à diverses molécules et protéines spécifiques pour leur absorption, transport, stockage, utilisation et excrétion. Ce sont autant d'étapes du métabolisme du fer.
Certaines algues et bactéries des eaux ferrugineuses sont très riches en fer, elles oxydent le fer ferreux Fe2+ en fer ferrique Fe3+ pour trouver l'énergie nécessaire à l'assimilation du CO2. Presque tous les micro-organismes ont besoin de fer, notamment pour les cytochromes (transporteurs d'électrons dans les chaînes respiratoires et photosynthétiques), et pour les pigments respiratoires transporteurs d'oxygène (chlorocruorines, érythrocruorines, hémérythrines, globines). 
Quand il y a peu de fer disponible dans le milieu, la plupart des micro-organismes sécrètent des sidérophores, petites molécules de captation et transport de fer. Le complexe ainsi formé se lie alors à un récepteur de la membrane cellulaire. Le fer pénétrant dans la cellule est réduit en fer ferreux Fe2+. Il existe plusieurs voies et mécanismes d'absorption pour obtenir une quantité suffisante de fer.
Chez les végétaux supérieurs, le fer est indispensable à la formation de la chlorophylle, bien que n'entrant pas dans la composition de sa structure.

### Humains
De façon générale, le métabolisme du fer « fonctionne à l'économie ». L'essentiel du fer de l'organisme tourne en circuit fermé, par recyclage. En situation d'équilibre, les humains absorbent et excrètent relativement peu de fer. Du point de vue évolutif, ce métabolisme serait l'adaptation à une pression de sélection exercée par l'environnement (plus ou moins riche en fer), et par les micro-organismes pathogènes qui utilisent le fer circulant des organismes supérieurs qu'ils parasitent (voir la régulation négative par hepcidine).
L'organisme humain contient de 30 à 40 mg de fer par kg de poids, soit autour de 3 à 5 g chez  un adulte. Il en perd quotidiennement 1 à 2 mg en moyenne par les sécrétions et desquamation intestinales et cutanées (éliminations des cellules mortes superficielles), la sueur et l'urine, auxquelles il faut ajouter le sang menstruel.
Chez l'être humain, il n'existe pas de régulation de cette excrétion, la principale régulation s'opère au niveau de l'absorption digestive du fer, et cette absorption est relativement limitée par rapport aux autres mammifères. Cette étape intestinale est cependant essentielle, car c'est par là que l'organisme humain, à l'état normal, bloque un excès de fer ou compense ses pertes, en adaptant l'absorption selon les possibilités et ses besoins.
La majorité du fer utilisé (70 %) est incorporé à l'hémoglobine (transport de l'oxygène par les globules rouges) ; 20 % dans la myoglobine des cellules musculaires ; 10 % dans les autres cellules de l'organisme qui ont toutes besoin de fer. La répartition du fer dans l'organisme est aussi strictement contrôlée à partir de la biodisponibilité en fer du secteur sanguin (fer plasmatique) et de son stockage hépatique.
Au total il existe 4 types cellulaires principaux qui déterminent le métabolisme du fer :
- les entérocytes, cellules intestinales qui absorbent le fer ;
- les érythroblastes, cellules-souches ou précurseurs des globules rouges, qui captent et transportent le fer utilisable ;
- les macrophages, qui récupèrent et « recyclent » le fer des globules rouges en fin de vie ;
- les hépatocytes, cellules du foie qui stockent le fer, et qui jouent un rôle de « gestion du stock ».

La circulation de fer entre ces quatre types cellulaires est assuré par des protéines spécifiques. Dans les années 1970-1980, on n'en connaissait que deux : la ferritine et la transferrine. En 2006, plus de 20 protéines ont été identifiées à différentes étapes du métabolisme du fer, dont l'hepcidine (hormone de régulation du fer dans l'organisme) et les protéines régulatrices du fer (régulation intra-cellulaire).
Tout déséquilibre du métabolisme du fer, d'origine génétique ou environnementale, est nuisible que ce soit par déficit ou par surcharge.

## Absorption digestive
Pour la teneur des aliments, voir la section Aliments riches en fer.
Les apports alimentaires moyens sont de 15-20 mg par jour lors d'un régime équilibré. Ils sont largement supérieurs aux besoins réels de l'organisme (sauf parfois en situation de grossesse), qui perd habituellement de façon incompressible 1 à 2 mg de fer par jour en moyenne. À l'état normal, seul le fer alimentaire nécessaire (compensant les pertes) est absorbé, soit 10 % du fer ingéré à partir d'une alimentation normale. 
L'absorption intestinale se situe principalement dans le grêle au niveau du duodénum et du jéjunum. Elle est régulée en fonction de la quantité de fer dans l'organisme, de l'intensité de la production de globules rouges (érythropoïèse), et elle dépend de la nature du fer alimentaire.
Le fer ne peut être transporté dans sa forme minérale que dans sa forme ferreuse.

### Fer alimentaire
Il existe deux types de fer alimentaire : 
- le fer héminique, ainsi nommé car il est lié à l'hème, est retrouvé dans les viandes, volailles et les poissons ;
- le fer non héminique, qui se trouve dans les céréales, les fruits, les légumes secs, les légumes et les produits laitiers.

Le rendement d'absorption digestive de ces deux types de fer est très différent : celui du fer héminique est en moyenne de 25 % (15-35 %) bien supérieur à celui du fer non héminique, qui est de l'ordre de 10 % (de 1 à 20 % chez les individus normaux).
Les légumes verts, comme les feuilles d'épinard, sont riches en fer, mais avec une biodisponibilité relativement basse (autour de 12 %). Ceci est attribué au caractère indigestible de composants de la cellule végétale où le fer est stocké. Cette biodisponibilité du fer non héminique est améliorée par la présence de vitamine C, voire doublée par la fermentation lactique des végétaux (voir la sous-section suivante Interactions alimentaires). Ces processus agissent comme agents réducteurs, car avant son absorption proprement dite, le fer non héminique doit être réduit et libéré de ses complexes.
Le fer héminique représente 10 % et plus, jusqu'aux deux tiers de la totalité du fer absorbé, alors qu'il ne constitue que le tiers des apports alimentaire (régime occidental) ou 10 à 15 % de l'apport alimentaire total dans le cas d'un régime riche en viande.
Dans l'estomac, les protéines héminiques (hémoglobine, myoglobine) sont découpées par l'acide gastrique, et l'hème (porteur de fer) ainsi libéré est capté par les cellules (entérocytes) du duodénum et du jéjunum.

### Interactions alimentaires
L'absorption du fer héminique est très peu influencée par les autres aliments, alors que ce n'est pas le cas du fer non héminique. 

#### Interactions positives
L'absorption du fer est augmentée par la prise de viandes ou de vitamine C,, l'acide malique, les aliments acides (sauce tomate). L'acide ascorbique aide à l'absorption du fer en formant un chélate avec le fer ferrique.

#### Interactions négatives
L'absorption du fer non héminique est principalement diminuée par les phytates (présent dans l'enveloppe des grains complets), les protéines de soja, les polyphénols et tanins. Il s'agit notamment du thé (surtout le thé noir), puis des tisanes (comme la verveine et la camomille) et du café (acide chlorogénique),,. 
Les œufs (ovalbumine) ont aussi une influence importante (un œuf peut réduire l'absorption du fer de 28 %), de même pour le calcium, et les produits laitiers (caséine, protéine de lactosérum), tels que le fromage, yaourt, et lait.
Les autres facteurs négatifs sont des médicaments (antiacides, inhibiteurs de la pompe à protons et antihistaminiques H2 ; quinolone et tétracycline), et des minéraux tels que phosphates et phosphore, magnésium, zinc, manganèse, cuivre et les compléments alimentaires de vitamines contenant ces minéraux.

### Absorption par les entérocytes
Seule une faible fraction (10-20 %) du fer ingéré est absorbée par l'intestin grêle. Elle se fait au niveau des entérocytes en 3 étapes : captation du fer de la lumière intestinale au sommet de la cellule (pole apical), puis transfert intracellulaire vers la base de la cellule, et libération dans le secteur sanguin par franchissement du pole basal.

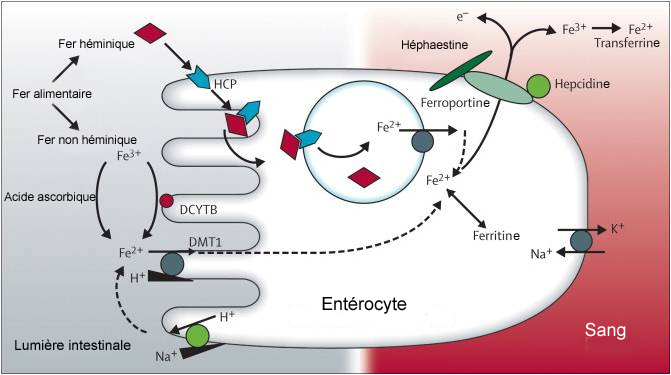
Absorption digestive du fer : captation, transfert et libération.

Le fer héminique serait capté par le récepteur de l'hème HCP1 (Heme Carrier Protein 1), une fois dans l'entérocyte, le fer est libéré de son noyau hème par une hème oxygénase. La captation du fer non héminique fait intervenir la ferriréductase, Dcytb (Duodenal cytochrome b) qui réduit le fer ferrique alimentaire en fer ferreux.
Deux protéines au moins, insérées dans la membrane apicale de l'entérocyte, contrôlent cette absorption : les transporteurs spécifiques Nramp2 (Natural resistance-associated macrophage protein 2) appelé aussi DMT1 (dimetal transporter 1), et HFE (protéine dont le gène muté induit une hémochromatose) liée à la β 2 microglobuline.
Une fois que le fer est entré dans l'entérocyte, il forme un premier stock dynamique. Selon les besoins de l'organisme, soit il est retenu (lorsque le statut en fer est correct) sous forme de ferritine, puis éliminé à la mort de l'entérocyte (desquamation cellulaire), soit il est libéré à la face basale de ces cellules, vers la circulation sanguine 
Le fer destiné à être libéré par l'entérocyte est pris en charge par le transporteur ferroportine sous sa forme ionique ferreuse Fe2+, qui lui fait franchir le pole basal. Il est immédiatement oxydé par l'héphaestine (ferrioxydase synthétisée par le foie) et qui le transforme dans sa forme ferrique Fe3+ au niveau de la membrane basale de l'entérocyte. 
La sortie du fer de l'entérocyte est contrôlée par une hormone synthétisée par le foie, l'hepcidine, qui bloque et dégrade la ferroportine.

## Transport et stockage
Le transport et la distribution du fer dans tout l'organisme se fait principalement par la transferrine, alors que le stockage se fait sous forme de ferritine.

### Fer circulant
Le fer circulant a deux origines : le « nouveau » fer (5 %) libéré par l'entérocyte, et le fer « recyclé » (95 %) libéré par les macrophages. La concentration en fer dans le plasma est de 12 à 25 μmol/L.
Le Fe3+ libéré par l'entérocyte est fixé par la transferrine (ou sidérophilline) qui est son transporteur plasmatique, pouvant lier théoriquement deux ions ferriques. En état normal (situation d'équilibre), la capacité de fixation de la transferrine circulante est suffisante pour empêcher ou limiter toute concentration délétère de fer plasmatique. Le taux de transferrine dans le plasma est de 2 à 4 g/L.
En situation pathologique de surcharge en fer, la transferrine est saturée à partir de 30 % en plus de sa capacité moyenne. Le fer additionnel  libéré dans la circulation se lie à des petites molécules de bas poids moléculaire, c'est le fer non lié à la transferrine dont une fraction possède une activité redox toxique pour la vie cellulaire.
De la même façon, la transferrine fixe le fer libéré par les macrophages du système réticulo-endothélial. Les macrophages ont récupéré ce fer, surtout au niveau de la rate, en phagocytant les cellules vieillies (surtout globules rouges) et desquamées. En situation d'équilibre, les macrophages libèrent environ 25 mg par jour de fer recyclé qui est immédiatement ré-utilisé du fait que le pool de fer lié à la transferrine circulante représente moins de 3 mg. Ce recyclage s'effectue une dizaine de fois par jour.
Le fer utilisable est distribué dans tout l'organisme, principalement la moelle osseuse (pour l'hémoglobine) pour 70 %, puis les muscles (pour la myoglobine) pour 20 %.

### Stockage du fer
Le fer est majoritairement stocké sous la forme de ferritine. Le stockage le plus important est celui des cellules du foie ou hépatocytes qui jouent aussi un rôle déterminant produisant l'hepcidine, hormone régulant le niveau du fer absorbé et libéré dans la circulation. Le fer est stocké sous la même forme dans la moelle osseuse et la rate au niveau du système phagocytaire mononucléaire, dans ce dernier et en cas d'excès il peut être aussi stocké sous une deuxième forme : l'hémosidérine.

## Métabolisme intracellulaire
La pénétration du fer dans les cellules autres que les entérocytes se fait par captation de la transferrine, grâce aux récepteurs de la transferrine. 

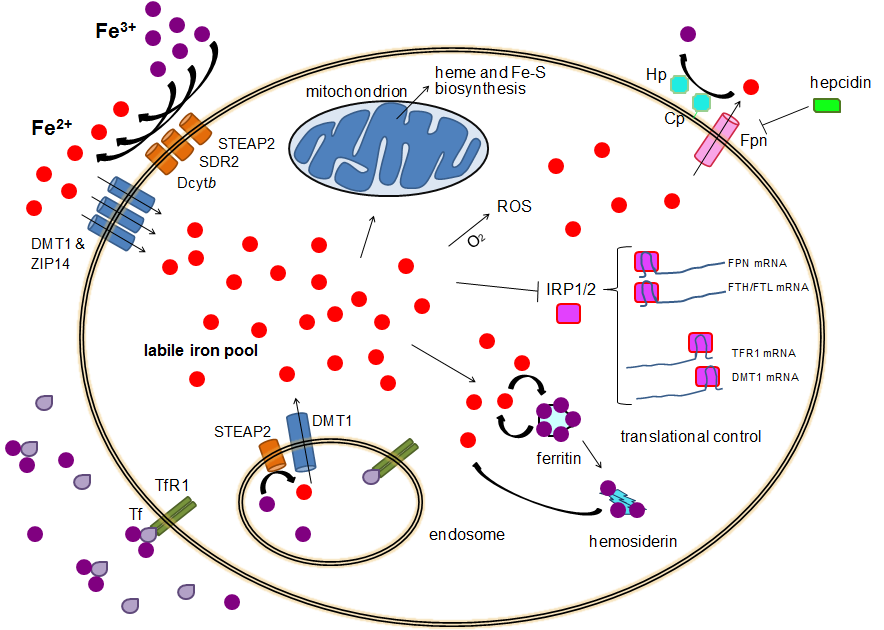
Métabolisme intracellulaire du fer.

Chaque récepteur peut fixer deux molécules de transferrine donc quatre atomes de fer. Le complexe Fe3+ - transferrine est internalisé par endocytose. La diminution du pH dans la vésicule d'endocytose permet la libération et la réduction du fer sous l'action d'une ferriréductase.
Le fer réduit en forme ferreuse est transporté par la protéine Nramp2/DMT1 vers le cytoplasme ; tandis que le récepteur à la transferrine est recyclé vers la membrane plasmique, de nouveau disponible pour capter le fer. Ce cycle dure environ dix minutes. La moelle osseuse, par le biais des érythroblastes (précurseurs des globules rouges), capterait ainsi près de vingt mille atomes de fer par minute.
Le fer libre est extrêmement réactif dans les cellules. Il doit être stocké en étant lié à une protéine de stockage.
Une fois entrés dans une cellule, les atomes de fer peuvent être utilisés pour les besoins suivants :
- métabolisation directe (synthèse d'agrégat fer-soufre par exemple) ;
- fixation à la ferritine, protéine de stockage intracellulaire ;
- fixation à des facteurs de transcription et activation des gènes sensibles au fer, par un système de protéine régulatrice du fer et d'élément de réponse au fer ;
- création d'hème dans les précurseurs des globules rouges (cellules de l'érythropoïèse).

## Régulations
La régulation du métabolisme du fer se fait par des signaux impliquant la tension en oxygène et les besoins systémiques de fer. L'hormone principale qui régule l'absorption intestinale de fer est l'hepcidine synthétisée par le foie.

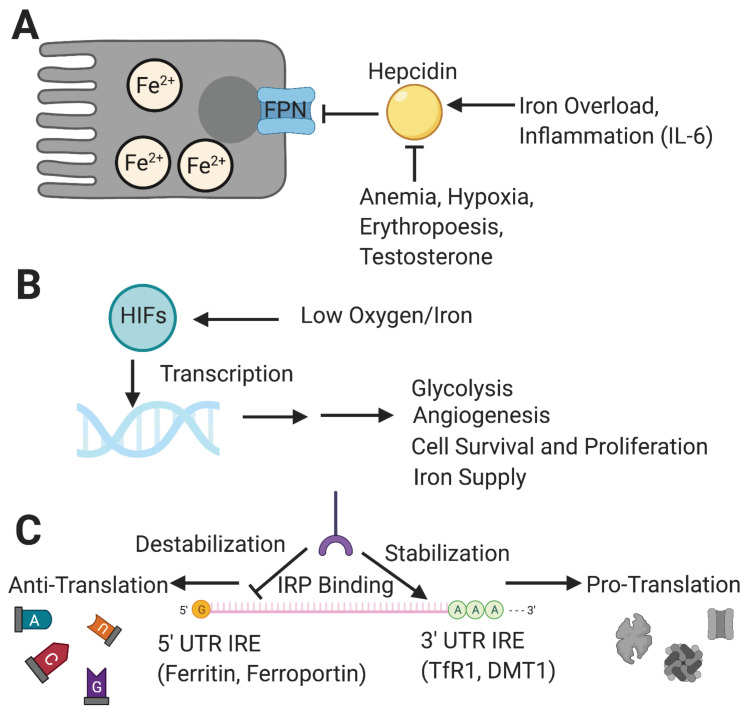
Principaux régulateurs de l'homéostasie du fer.

Lorsque les niveaux de stockage hépatique de fer et du fer circulant sont suffisants, l'hepcidine est exprimée. Elle a pour propriété de bloquer la ferroportine, donc l'entrée de fer dans le secteur sanguin au niveau duodénal (entérocytes) et splénique (macrophages). L'hepcidine joue un rôle « hyposidérémique » (elle tend à abaisser le niveau de fer, lorsqu'il est plus que suffisant).
Lorsque, pour diverses raisons, l'érythropoïèse (production de globules rouges) augmente, l'hepcidine décroit, ce qui augmente l'absorption digestive de fer.
Dans des situations d'hypoxie (insuffisance d'oxygène), par exemple liées à une anémie, la production d'hepcidine est inhibée et l'absorption digestive de fer accrue. 
De façon générale, la production d'hepcidine est plus influencée par l'activité de l'érythropoïèse que par le statut en fer. Ainsi lorsqu'une anémie coexiste avec une surcharge en fer, le signal hypoxie/anémie est prédominant sur celui du statut en fer, ce qui permet d'expliquer l'aggravation de la surcharge en fer dans ce type d'anémie. 

## Pathologies liées au statut en fer
Ce sont celles de la carence ou au contraire de la surcharge.

### Carences en fer
Voir aussi : 
La carence en fer serait apparu chez l'être humain avec l'avènement de l'agriculture, lors d'un régime alimentaire centré sur les céréales (fer non héminique prédominant avec déficit associé en vitamine C). Un déficit est susceptible de se manifester surtout chez la femme enceinte, ou dans les deux sexes après un saignement traumatique ou d'origine digestive chronique,.
Le plus souvent la carence est due à une insuffisance d'apport (ou à un déséquilibre par des pertes), plus rarement à une maladie par malabsorption ou après intervention digestive (en particulier chirurgie de l'obésité). 
Un déficit prolongé peut entrainer une anémie ferriprive ; chez l'enfant, une diminution des performances cognitives ; chez la femme enceinte, un risque plus élevé de prématurité et de mortalité infantile et maternelle ; des perturbations immunitaires et de la résistance au froid ont été aussi signalées.
La carence en fer peut s'observer partout dans le monde. Chez l'enfant, la carence d'apport est la principale cause d'anémie dans les pays en développement. Dans les pays industrialisés, un déficit relatif en fer (sans anémie) peut aussi se voir chez les enfants et les femmes enceintes.
Cependant, un déficit en fer peut aussi avoir un effet protecteur contre des infections bactériennes ou parasitaires (comme le paludisme), dont la virulence est atténuée. En effet ces micro-organismes utilisent le fer circulant de leur hôte. La question de la supplémentation en fer des enfants ayant une infection chronique (paludisme, maladie diarrhéique...) avec anémie relative est donc discutée.

### Surcharges en fer
Elles peuvent être d'origine génétique, voir : 
Les autres surcharges peuvent être le fait de : 
- transfusions sanguines répétées ;
- augmentation de l'absorption digestive : maladie hématologique, traitement martial, apport diététique (comme les boissons alcoolisées riche en fer et le fer provenant des ustensiles de cuisine chez les Bantous au XXe siècle[35]) ;
- maladies d'organes particuliers (surcharge tissulaire) : hépatiques (comme la cirrhose alcoolique), pulmonaires (sidérose par inhalation de poussières de fer), rénales, implications dans la maladie de Parkinson[36], certaines formes de tumeurs (très rares)… ;
- une consommation excessive de viande rouge et de charcuteries, aliments contenant du fer héminique, augmente de façon très significative le risque de cancer du colon[37]. Ce fer réagit avec les lipides alimentaires et génère des composés toxiques pouvant aboutir à des lésions pré-cancereuses. Le fait de laisser mariner la viande avant de la cuire permet de limiter ce risque[38].

## Besoins et apports
Il faut distinguer les besoins de fer, les apports alimentaires en fer, et la teneur des aliments riches en fer.

### Besoins
Les besoins physiologiques en fer varient selon son âge et le sexe. Chez l'adulte des deux sexes, les besoins en fer sont déterminés par les pertes obligatoires de fer (autour de 1 mg de fer par jour). Pour les femmes, de la puberté à la ménopause, il faut ajouter les pertes en fer liées à la menstruation qui représentent de 12 à 15 mg par mois, soit 0,4 à 0,8 mg par jour. Les besoins totaux des femmes approchent les 2 mg par jour (absorbés par l'organisme), soit près du double de ceux des hommes. 
Du fait de la croissance (notamment de la masse des globules rouges), les besoins en fer de l'enfant par kilo de poids de corps sont supérieurs à ceux de l'adulte, par exemple, les besoins d'un enfant de un an sont 8 à 10 fois supérieurs à ceux d'un adulte (par kg de poids corporel). Les enfants sont donc une population à risque de carence en fer. Chez l'adolescente, l'apparition des règles augmente le besoin de fer.
Le besoin de fer augmente considérablement durant la grossesse, jusqu'à 2,5 à 5 mg par jour, selon le niveau des réserves en fer au début de la grossesse. 
Enfin tous les saignements, y compris les minimes mais répétés, augmentent les besoins de fer.

### Apports recommandés
Les apports recommandés en fer alimentaire diffèrent des besoins compte tenu d'un rendement d'absorption variable. Ils sont donc très largement supérieurs aux besoins (voir supra, section absorption digestive). Par apport recommandé, on entend une ration destinée à couvrir les besoins de 95 % des individus avec une variation interindividuelle de 15 %, compte tenu du régime alimentaire habituel d'une population.
Pour la population française, ces apports recommandés en fer sont estimés à 9 mg par jour pour les hommes (13 pour les adolescents) et à 14 mg par jour pour les femmes (16 pour les adolescentes),. Chez les femmes, l'apport est plus élevé à cause des règles.
Lors d'une grossesse, les apports recommandés sont de 20 mg à 30 mg par jour (pic au 3e trimestre). Le fer est généralement puisé dans les réserves de l'organisme, les besoins sont couverts par une alimentation équilibrée à condition que la ration alimentaire atteigne au moins 2 000 kcal par jour. Une carence en fer peut survenir lors de grossesses multiples, d'allaitement prolongé, d'activité physique intense, de régime carencé… Il n'y a pas de justification à une supplémentation systématique en fer au cours de la grossesse, sauf cas particulier sur avis médical.
Pour la population américaine, la recommandation pour les femmes (hors grossesse et allaitement) entre 19 et 50 ans est fixée à 18 mg, selon les apports nutritionnels conseillés indiqués par le département de l'Agriculture des États-Unis.
Bien que le fer des végétaux soit moins biodisponible, les apports en fer des végétariens sont le plus souvent identiques à ceux des non-végétariens. L'incidence de l'anémie par carence en fer n'est pas plus fréquente chez les végétariens que chez les non-végétariens.
Selon une étude, les femmes adultes avec des menstruations devraient absorber 18,9 mg de fer par jour et les femmes adolescentes avec menstruation 21,4 mg.
En période d'allaitement, allaiter entraine une aménorrhée de lactation, soit une absence de menstruation et des besoins en fer de 9 mg par jour,, soit deux fois moins qu'une femme avec menstruation.
Les femmes enceintes ont besoin de 27 mg de fer par jour. Pour les hommes, les besoins sont de 8 mg de fer par jour.

### Teneur des aliments riches en fer
Les deux tableaux suivants listent les aliments les plus riches en fer héminique et non héminique[réf. nécessaire].
Dans ces deux tableaux, les portions sont parfois différentes des 100 g habituels, pour des raisons de pertinence.
| Aliment         | Portion | Fer    | % recommandation [Quoi ?] |
| --------------- | ------- | ------ | ------------------------- |
| palourde        | 100 g   | 28 mg  | 155 %                     |
| foie de porc    | 100 g   | 18 mg  | 100 %                     |
| rognon d'agneau | 100 g   | 12 mg  | 69 %                      |
| huître cuite    | 100 g   | 12 mg  | 67 %                      |
| seiche          | 100 g   | 11 mg  | 60 %                      |
| foie d'agneau   | 100 g   | 10 mg  | 57 %                      |
| pieuvre         | 100 g   | 9,5 mg | 53 %                      |
| moule           | 100 g   | 6,7 mg | 37 %                      |
| foie de bœuf    | 100 g   | 6,5 mg | 36 %                      |
| cœur de bœuf    | 100 g   | 6,4 mg | 35 %                      |

| Aliment                                           | Portion | Fer    | % recommandation [Quoi ?] |
| ------------------------------------------------- | ------- | ------ | ------------------------- |
| sucre de fleur de coco non raffiné[réf. obsolète] | 100 g   | 34 mg  | 242 %                     |
| soja                                              | 250 ml  | 9,3 mg | 52 %                      |
| haricots jaunes crus                              | 100 g   | 7 mg   | 39 %                      |
| lentilles                                         | 250 ml  | 7 mg   | 39 %                      |
| flocons de maïs                                   | 30 g    | 5 mg   | 28 %                      |
| falafel                                           | 140 g   | 4,8 mg | 27 %                      |
| graines de soja                                   | 250 ml  | 4,7 mg | 26 %                      |
| graines de sésame toastées                        | 30 g    | 4,4 mg | 25 %                      |
| spiruline                                         | 15 g    | 4,3 mg | 24 %                      |
| racine de gingembre                               | 30 g    | 3,4 mg | 19 %                      |
| épinard                                           | 85 g    | 3 mg   | 17 %                      |

Cet autre tableau présente une liste plus étendue d'aliments, avec leur teneur en fer pour 100 g :
| Aliment                                                                             | Teneur en fer (mg/100 g) |
| ----------------------------------------------------------------------------------- | ------------------------ |
| Algue laitue de mer                                                                 | 5 à 200                  |
| Spiruline et Varech                                                                 | 100                      |
| Basilic séché                                                                       | 42                       |
| Ortie                                                                               | 41                       |
| Boudin noir cuit                                                                    | 20                       |
| Foie de porc                                                                        | 15                       |
| Gingembre                                                                           | 14                       |
| Cacao                                                                               | 10 à 12                  |
| Biscotte complète Foie d'agneau ou de bœuf Persil Graine de sésame ou de citrouille | 10                       |
| Fèves Lentille sèche                                                                | 9,0                      |
| Clovisse (Palourde)                                                                 | 8                        |
| Foie de lapin                                                                       | 7,9                      |
| Haricot blanc sec                                                                   | 7,5                      |
| Pois chiche                                                                         | 7,2                      |
| Rognon de bœuf                                                                      | 7,0                      |
| Lentille cultivée Jaune d'œuf Moule Abricot sec                                     | 6,0                      |
| Huîtres, moules                                                                     | 5,5                      |
| Foie de veau Noix de cajou                                                          | 5,0                      |
| Amande Noisettes séchées                                                            | 4,5                      |
| Noix de coco sèche                                                                  | 3,6                      |
| Pruneau                                                                             | 3,4                      |
| Raisin sec                                                                          | 3,3                      |
| Pissenlit                                                                           | 3,2                      |
| Épinard                                                                             | 2,7                      |
| Œuf entier                                                                          | 2,3                      |
| Figue sèche, noix sèche Pain de seigle, viande                                      | 2,0                      |

### La légende du fer dans les épinards
Contrairement aux croyances populaires, l'épinard n'est pas la meilleure source de fer alimentaire. En effet, il ne compte que 2,7 mg de fer pour 100 g de feuilles fraîches. Il en possède moins, par exemple, que les lentilles ou les haricots.
L'origine de cette croyance du taux élevé de fer dans les épinards aurait deux sources possibles. La première est une publication du chimiste allemand E. von Wolf datant de 1870 qui, en raison d'une erreur typographique sur une décimale, attribuait à l'épinard dix fois sa teneur réelle en fer,. La seconde est une publication d'un autre chimiste allemand, Gustav von Bunge, qui, en 1890, trouvait 35 mg de fer pour 100 g mais dans l'épinard séché réduit en poudre. La vérité sur la teneur en fer de ce légume vert fut rétablie par d'autres chimistes allemands en 1937 mais resta confidentielle jusqu'à ce que T.J. Hamblin fasse part de cette « supercherie » dans le British Medical Journal en 1981. Mais à bien des égards, ce mythe de l'épinard comme le légume riche en fer par excellence est encore vivace aujourd'hui, car rendu très populaire par le personnage de Popeye.

### Les aliments fortifiés en fer
Les aliments fortifés en fer contribuent pour une part non négligeable aux apports alimentaires de fer de la population.
En 2000, les principales sources de  fer chez les anglais sont : les produits céréaliers qui apportent 42 % du fer,  la viande apporte 23 % ; et les végétaux qui apportent 15 %. La plupart du fer chez les omnivores en Australie vient d'aliments végétaux et non de viande: moins de 20 % provient de viande et 40 % vient de produits céréaliers,. Les céréales fortifiées en fer fournissent une contribution importante chez les végétariens mais également chez les omnivores. Le pain et les céréales de petit déjeuner sont la principale source de fer en Australie.